# Redeyef
Redeyef (em árabe: الرديف; romaniz.: Ar Rudayyif) é uma cidade e município do centro-sudoeste da Tunísia, perto da fronteira com a Argélia. O município integra a província de Gafsa e em 2004 tinha 26 143 habitantes. A delegação de Redeyef, da qual a cidade é capital, tinha 27 940 habitantes em 2004.
A cidade situa-se numa região semi-desértica, 72 km a oeste de Gafsa, 90 km a nordeste de Tozeur, 220  a noroeste de Gabès, 270 km a oeste sudoeste-oeste Sfax e 410 km a sul de Tunes (distâncias por estrada). Encontra-se no centro de um das principais áreas de extração dde fosfatos do mundo. A principal atividade da região é a exploração mineira de fosfatos. A mina de Redeyef é uma das mais antigas da Tunísia, sendo explorada pela Companhia dos Fosfatos de Gafsa (CPG)